# Khlong Sam Wa
Khlong Sam Wa (Thai: คลองสามวา) is een van de vijftig districten (khet) van Bangkok, de hoofdstad van Thailand. Het telt (anno 2004) ruim 124.400 inwoners en is een van de meest noordelijke districten. Khlong Sam Wa heeft een oppervlakte van 110,7 km². Aangelegen districten zijn Lam Luk Ka (Pathum Thani), Sai Mai en Min Buri.
Khlong Sam Wa werd opgericht als district op 21 november 1997 als gevolg van het opsplitsen van Min Buri. Khlong Sam Wa was de naam van een amphoe (subdistrict) in Min Buri en ook om die reden kreeg het nieuwe district deze naam.
De dierentuin Safari World ligt in dit district.

## Indeling
Het district is opgedeeld in vijf subdistricten (Khwaeng).
- Sam Wa Tawan Tok (สามวาตะวันตก)
- Sam Wa Tawan Ok (สามวาตะวันออก)
- Bang Chan (บางชัน)
- Sai Kong Din (ทรายกองดิน)
- Sai Kong Din Tai (ทรายกองดินใต้)